# Lojo, Lidingö

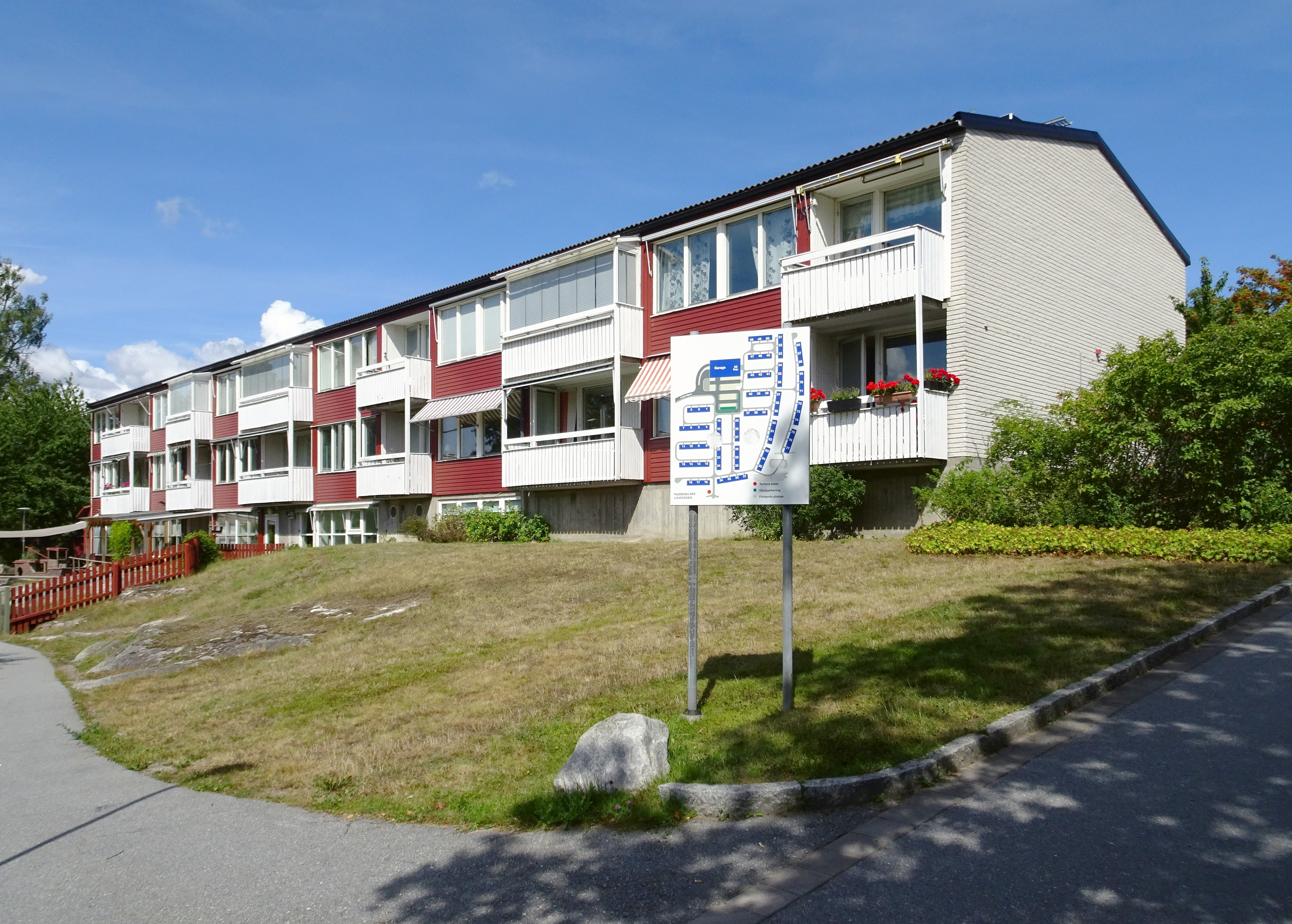
Längan Lojovägen 16–18, augusti 2021.

Lojo är namnet på ett byggnadshistoriskt intressant kvarter vid Lojovägen 15–77 i kommundelen Rudboda i Lidingö kommun. Lojo är bebyggd med flerbostadshus som kom till i ramen för miljonprogrammet mellan åren 1970 och 1973 efter ritningar av arkitekt Nils Lönnroth. Enligt kommunen är området ett ”utmärkt exempel på en mer kvalitativ och mer småskalig tillämpning av det så kallade miljonprogrammets ideologi än vad som är vanligt”.

## Bakgrund
I princip var den nuvarande kommundelen Rudboda, bortsett från några äldre villor, obebyggd fram till 1960-talet då stadsdelen började exploateras. Området stadsplanerades på 1960- och 1970-talen huvudsakligen under Lidingös stadsarkitekt Bengt Holmstrands ledning. Bebyggelsen präglas av radhus och flerbostads samt miljonprogrammets arkitektur. Stadsplanen för kvarteret Lojo vann laga kraft den 9 september 1970 och medgav bostadsändamål i flerbostadshus om högst två våningar. Man ansåg även att bekvämt gångavstånd till skola och stadsdelscentrum talade för flerbostadshus.

## Kvarteret

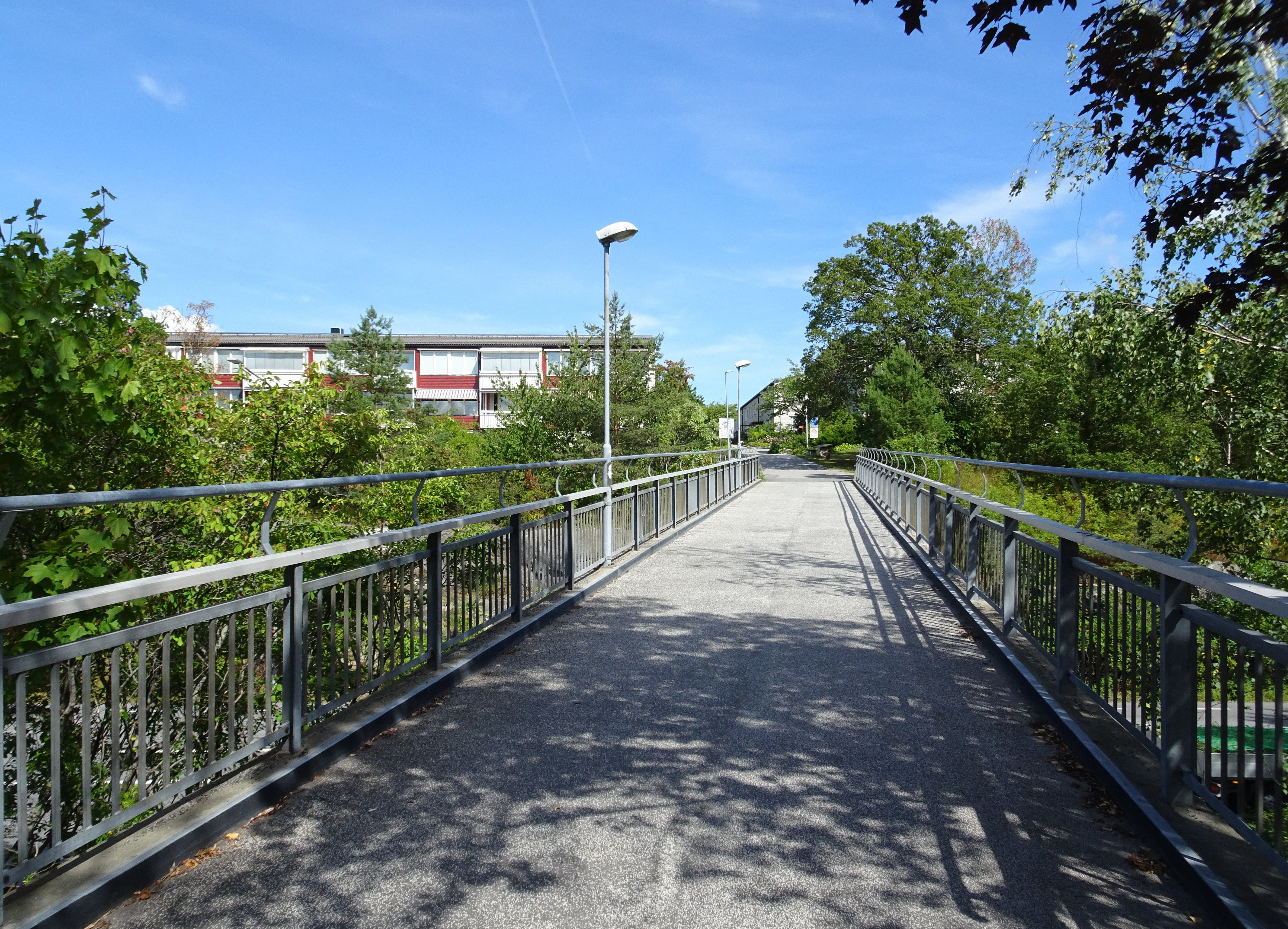
Gång- och cykelbron över Norra Kungsvägen, vy mot kvarteret Lojo.

Kvarteret Lojo är uppkallat efter Lidingös vänort Lojo i Finland. Lojo består av en enda fastighet, Lojo 1, som bebyggdes med sammanlagt 24 lamellhus i två till tre våningar och uppfördes mellan åren 1970 och 1973 efter ritningar av arkitekt Nils Lönnroth. Kvarteret Lojo projekterades redan på 1960-talet i syfte att bebyggas med bostadsrättslägenheter. 1972 stod de första husen klara för inflyttning. Därefter följde en successiv utbyggnad av området.
Byggnaderna placerades av arkitekten varsamt i det för Lidingö så karaktäristiska skärgårdslandskapet. Det höga läget och terrängens förutsättningar utnyttjades, enligt kommunens bedömning, på ett ”mycket förtjänstfullt sätt” och den ”känsliga terränganpassningen” är ett av områdets mest betydelsefulla karaktärsdrag. Via en gång- och cykelbro bro över Norra Kungsvägen kunde de boende ta sig bekväm till och från stadsdelens centrumanläggning Rudboda torg och intilliggande grundskola. 
Området fick en tidstypisk trafikseparering med stor parkeringsplats längst i norr samt garage- och förrådslängor. Parkstråken mellan husgrupperna karaktäriseras av anpassningen till klippig tallbevuxen skärgårdsnatur, kompletterad med planterade lövträd, anlagda gräsmattor och små lekplatser. Längorna är källarlösa och utan vind. Fasaderna är klädda med mexitegel och utfackningar med liggande träpanel i två kulörer rött och gult, en färg för varje länga. Balkongfronterna är genomgående vita.
Brf Lojohöjden (ursprungligen Rudboda Bostadsrättsförening) bildades 1974. Föreningen består av totalt 304 lägenheter, vilka fördelar sig på 141 stycken 2:or, 141 stycken 3:or, 11 stycken 4:or samt 11 stycken 6:or.

## Utbyggnadsplaner
Lidingö kommun antog i december 2020 en ny detaljplan för området som skall möjliggöra nya flerbostadshus på den hittills obebyggda delen väster om Lojo. Detaljplanen medger möjlighet att uppföra fem nya hus med totalt 90–130 lägenheter i storlekarna 1 rum och kök till 5 rum och kök. Samtidigt vill man skydda det kulturhistoriskt värdefulla bostadsområdet inom fastigheten Lojo 1.

## Bilder

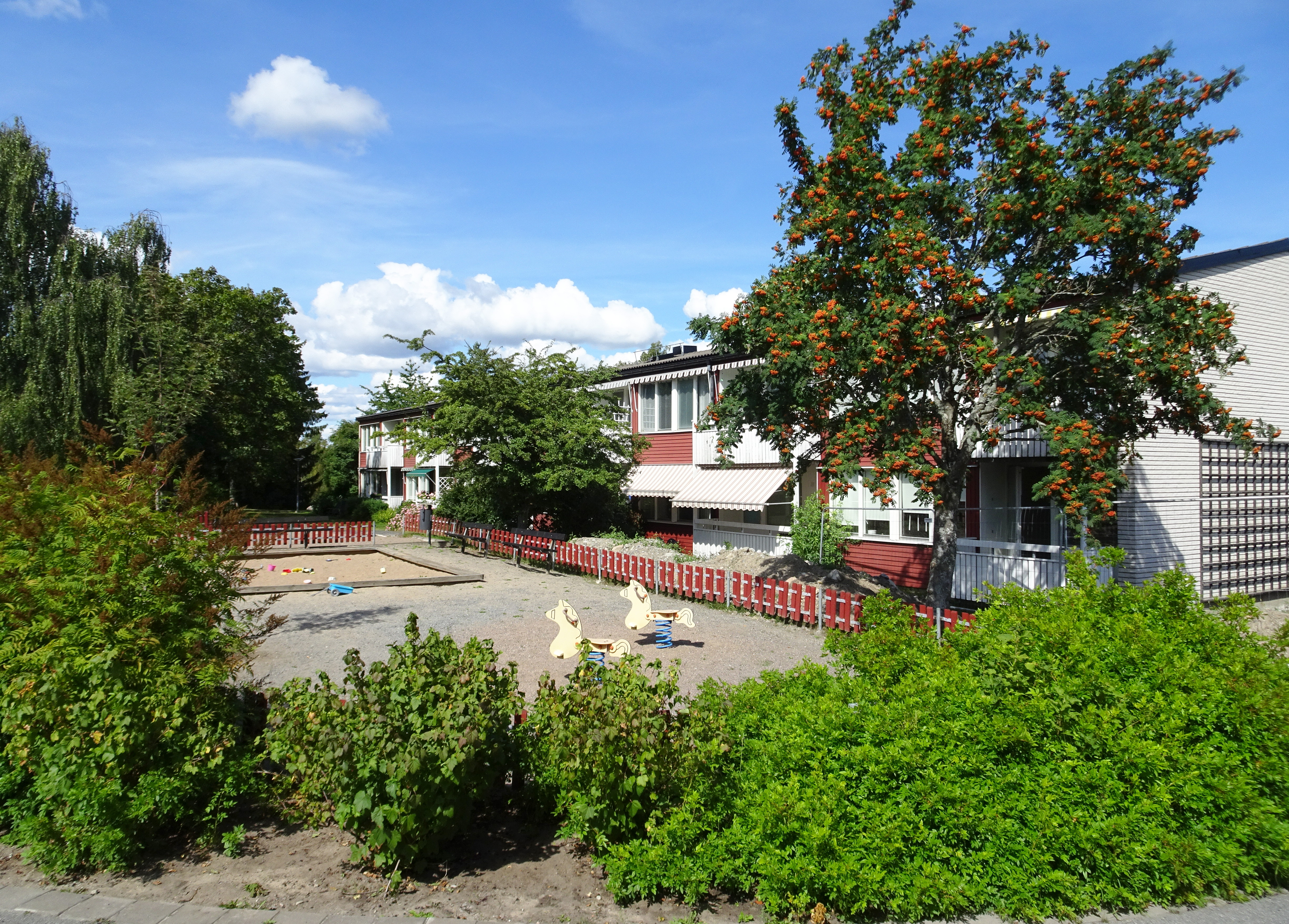
Längan 1–3.
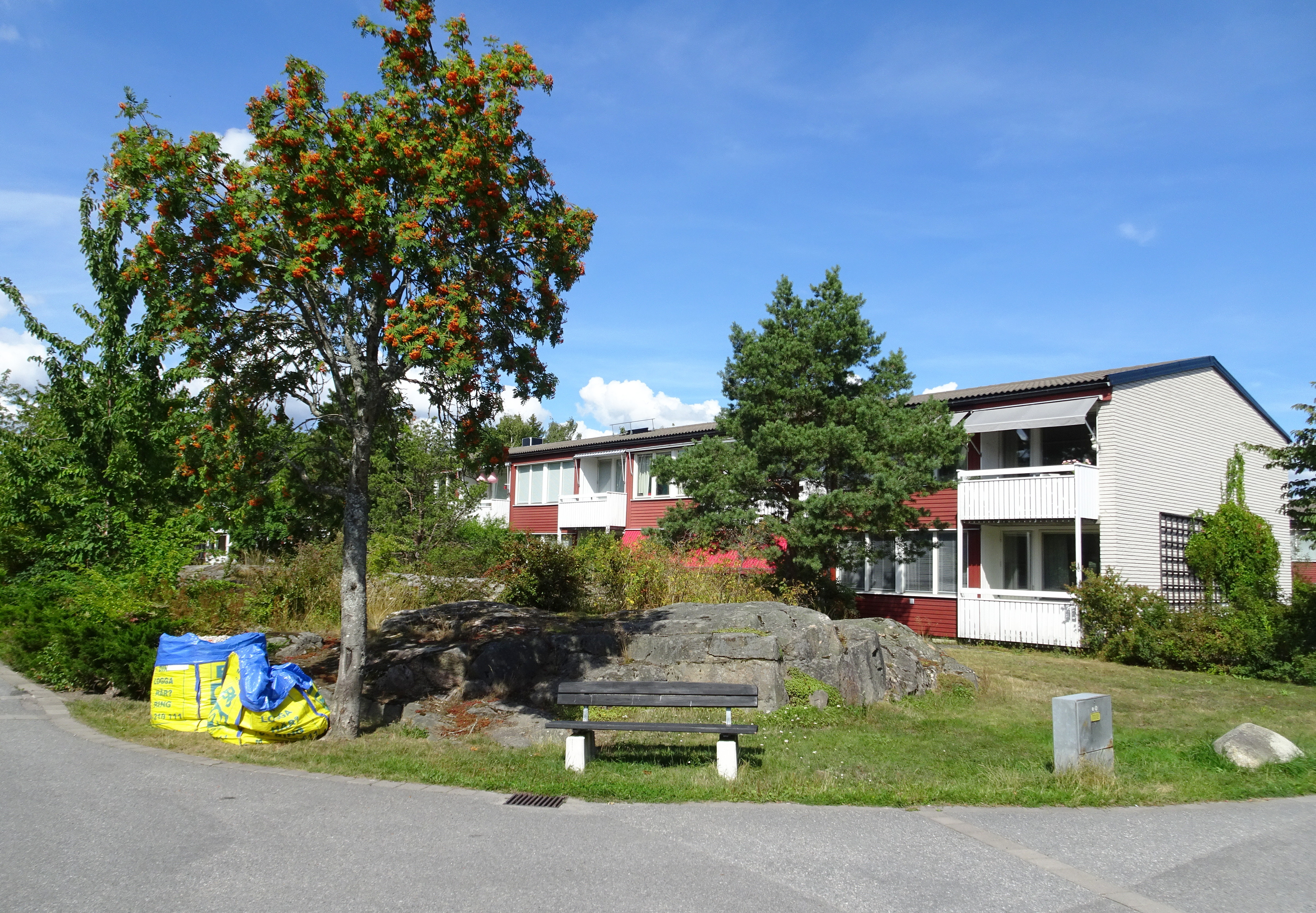
Längan 4–7.
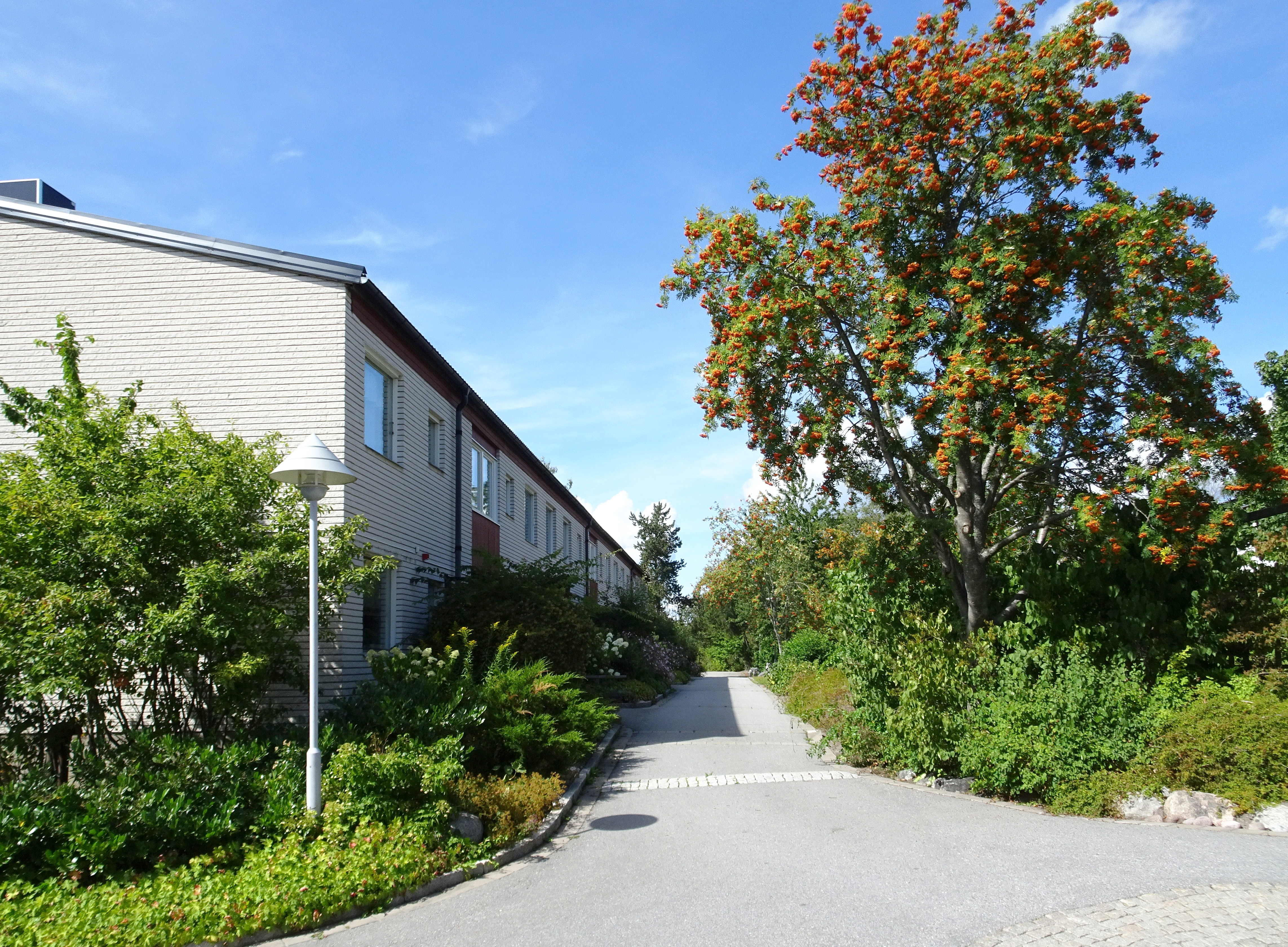
Längan 16–18.
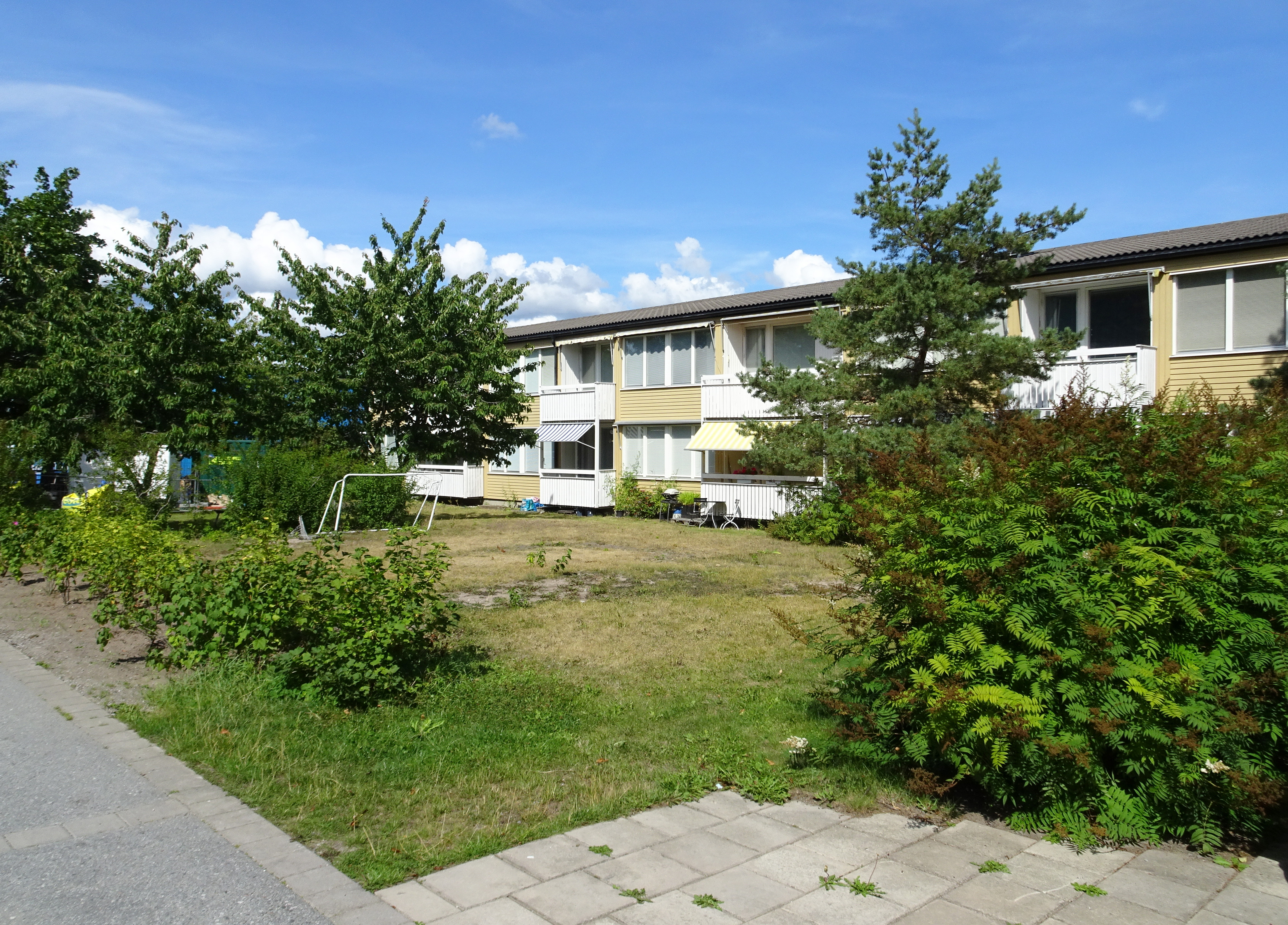
Längan 38–40.

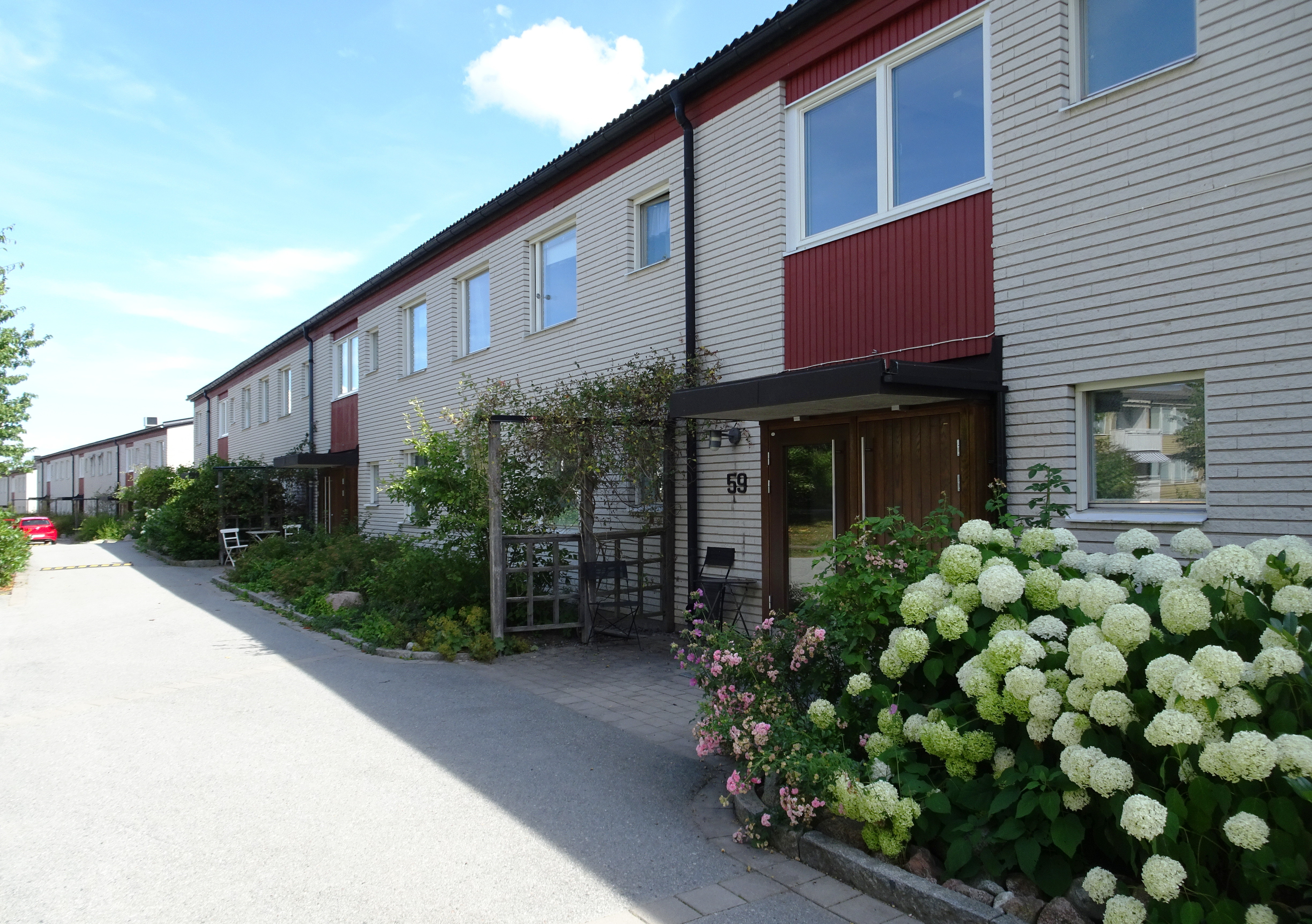
Längan 59–57.
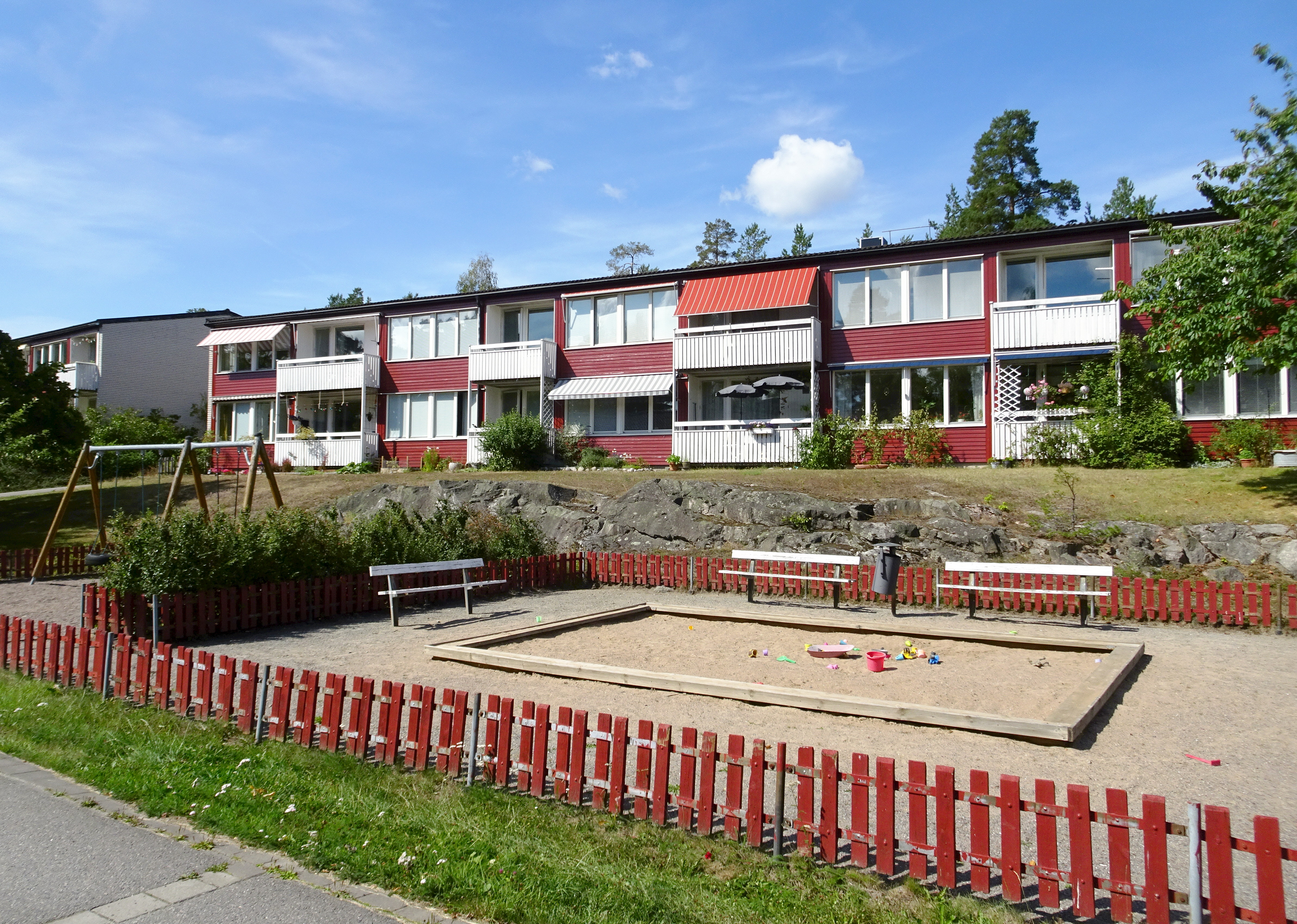
Längan 60–62.
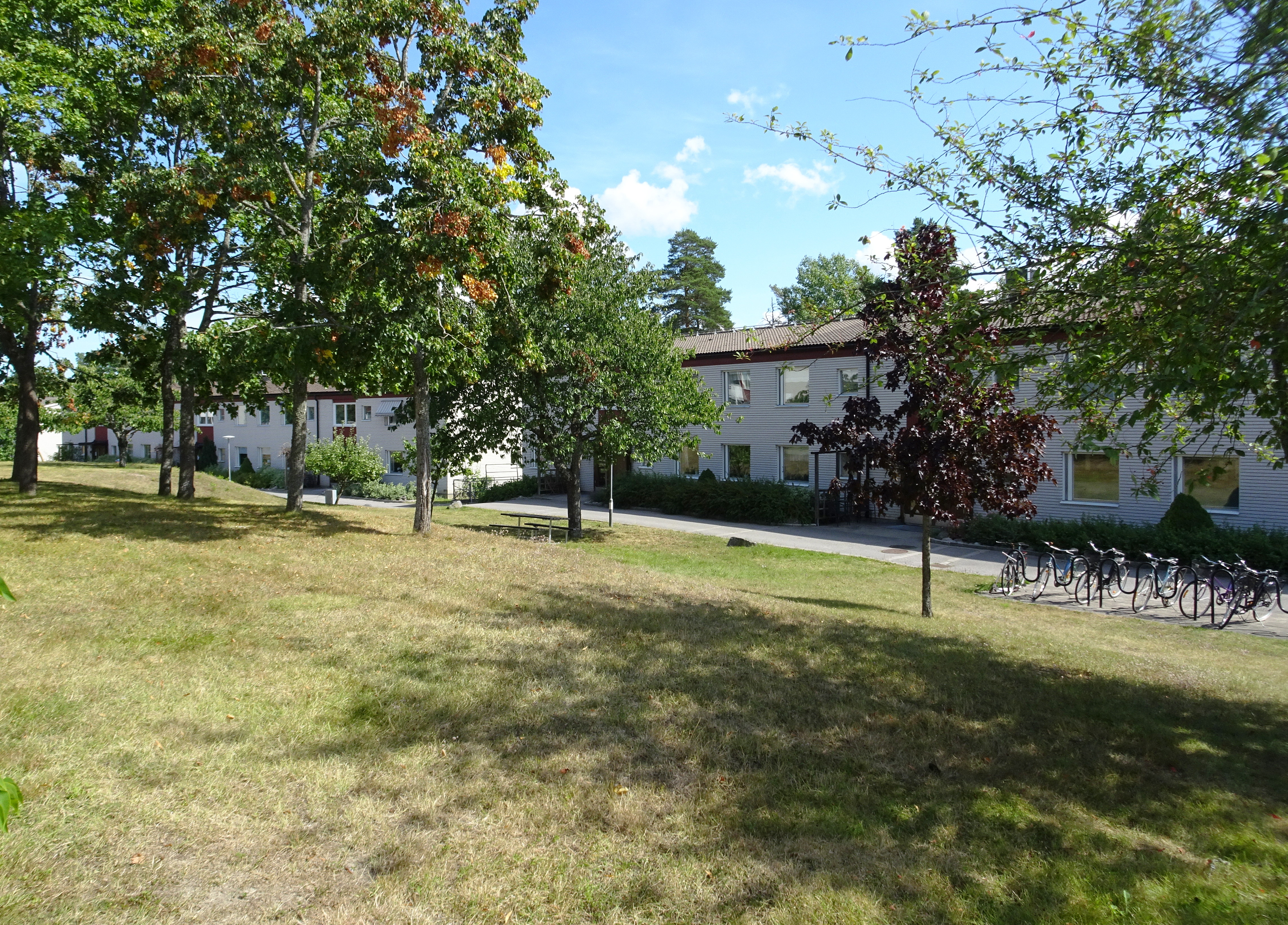
Längan 74–69.
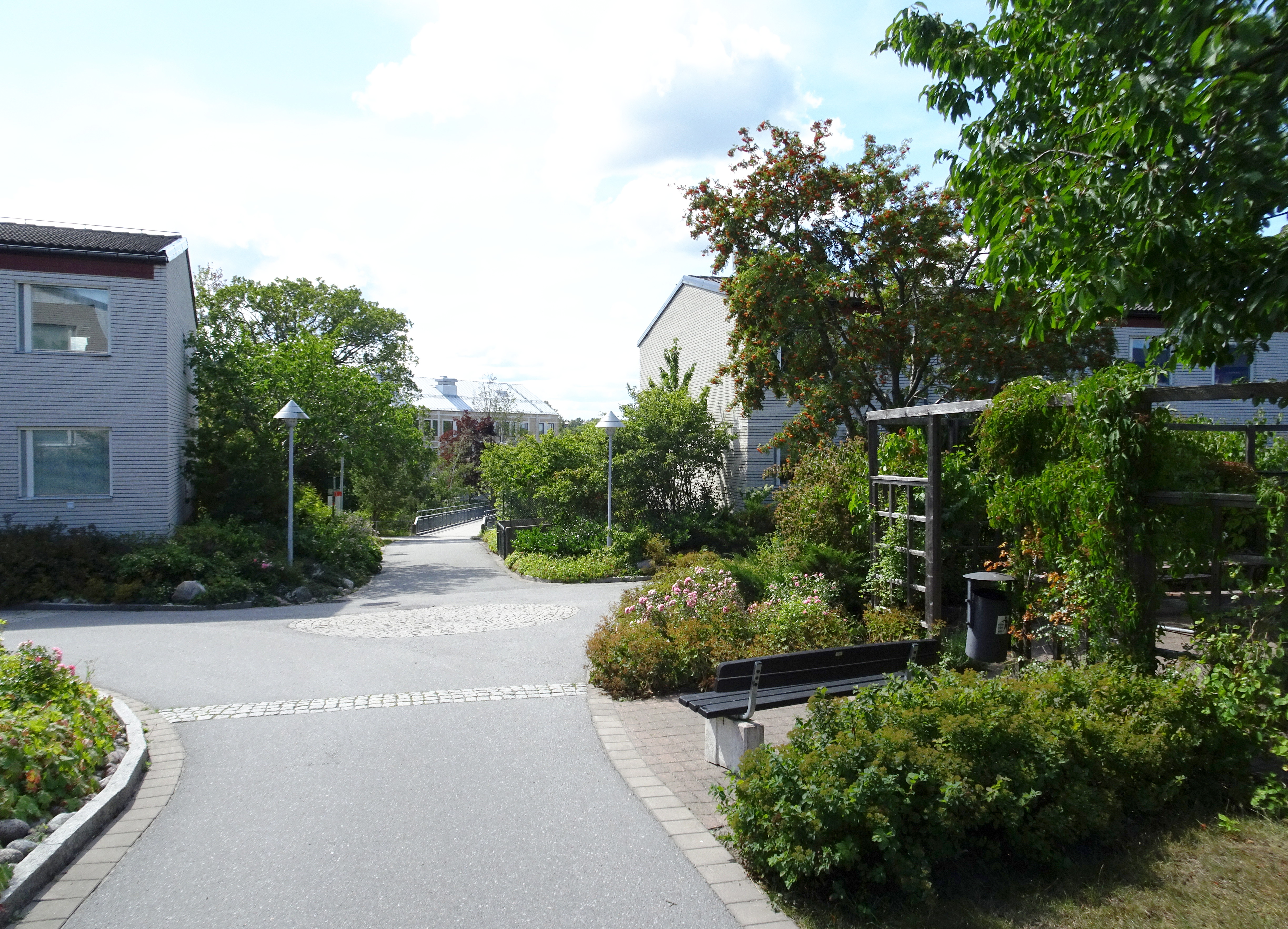
Vy söderut mot gång- och cykelbron.